# مراد غالب
مراد غالب (1922 - 18 ديسمبر 2007 / 8 ذو الحجة 1428 هـ) دبلوماسي مصري، شغل منصب وزير الخارجية في مصر وسفير مصر لدى الاتحاد السوفيتي ثم سفيراً لدى يوغوسلافيا، ورئيسًا لمنظمة الشعوب الأفروآسيوية.

## حياته
من مواليد قرية بحطيط مركز أبوحماد محافظة الشرقية بمصر وعاش وتربى بحي مصر الجديدة بالقاهرة. تخرج في كلية الطب وأصبح طبيباً ثم حصل على شهادة الدكتوراة وعمل أستاذاً للأنف والأذن والحنجرة بكلية طب الإسكندرية.
كان على علاقة صداقة قوية جداً بثلاثة من ضباط الجيش المصري هم صلاح دسوقي وحسن التهامي وكمال رفعت، وكان له أنشطة وطنية معهم قبل ثورة يوليو 1952. وقد ساعدت صداقته المذكورة على توطيد علاقته لاحقاً بجمال عبد الناصر.
بعد ثورة يوليو أقنعه جمال عبد الناصر بترك الطب والدخول في العمل السياسي، وفي عام 1953 عيّنه سكرتيراً ثالثاً للسفارة المصرية بموسكو مرافقاً للفريق عزيز المصري، سفير مصر في موسكو في حينه، وبقي بها حتى عام 1958. خلال هذه الفترة أتقن اللغة الروسية وأقام علاقات وصداقات وثيقة جداً بالقيادات الروسية. انتقل بعد ذلك للعمل مستشارًا للرئيس جمال عبد الناصر ثم وكيلاً لوزارة الخارجية ثم سفيراً لمصر بالكونغو حيث شهد وعاصر أحداث جسام شملت محاولة اغتياله.
أعيد إلى موسكو عام 1961 كسفير، وظل بهذا المنصب حتى عام 1972، ولعب دوراً كبيراً بعلاقاته وصداقاته في توطيد العلاقة وإنشائها وتقويتها حتى لُقب بمهندس العلاقات السوفيتية. أعاده الرئيس السادات إلى مصر بعد طرد الخبراء الروس وعينه وزيراً للدولة للشئون الخارجية ثم وزيراً للخارجية ثم وزيراً للإعلام لفترة قصيرة. في عام 1973 عيّنه السادات وزيراً للوحدة مع ليبيا ثم سفير مصر بيوغسلافيا حتى أعلن في نوفمبر 1977 استقالته احتجاجاً على زيارة السادات للقدس وتوقيعه لمعاهدة السلام مع إسرائيل، وفعل نفس الشيء مع كل من وزير الخارجية آنذاك إسماعيل فهمي وسفير مصر بالبرتغال الفريق سعد الدين الشاذلي. في عام 1988 انتخب رئيسًا لمنظمة الشعوب الأفروآسيوية وظل في منصبه حتى وفاته يوم الثلاثاء 18 ديسمبر عام 2007.

## روابط خارجية
- مراد غالب على موقع مونزينجر (الألمانية)